# Hendrick Hudde

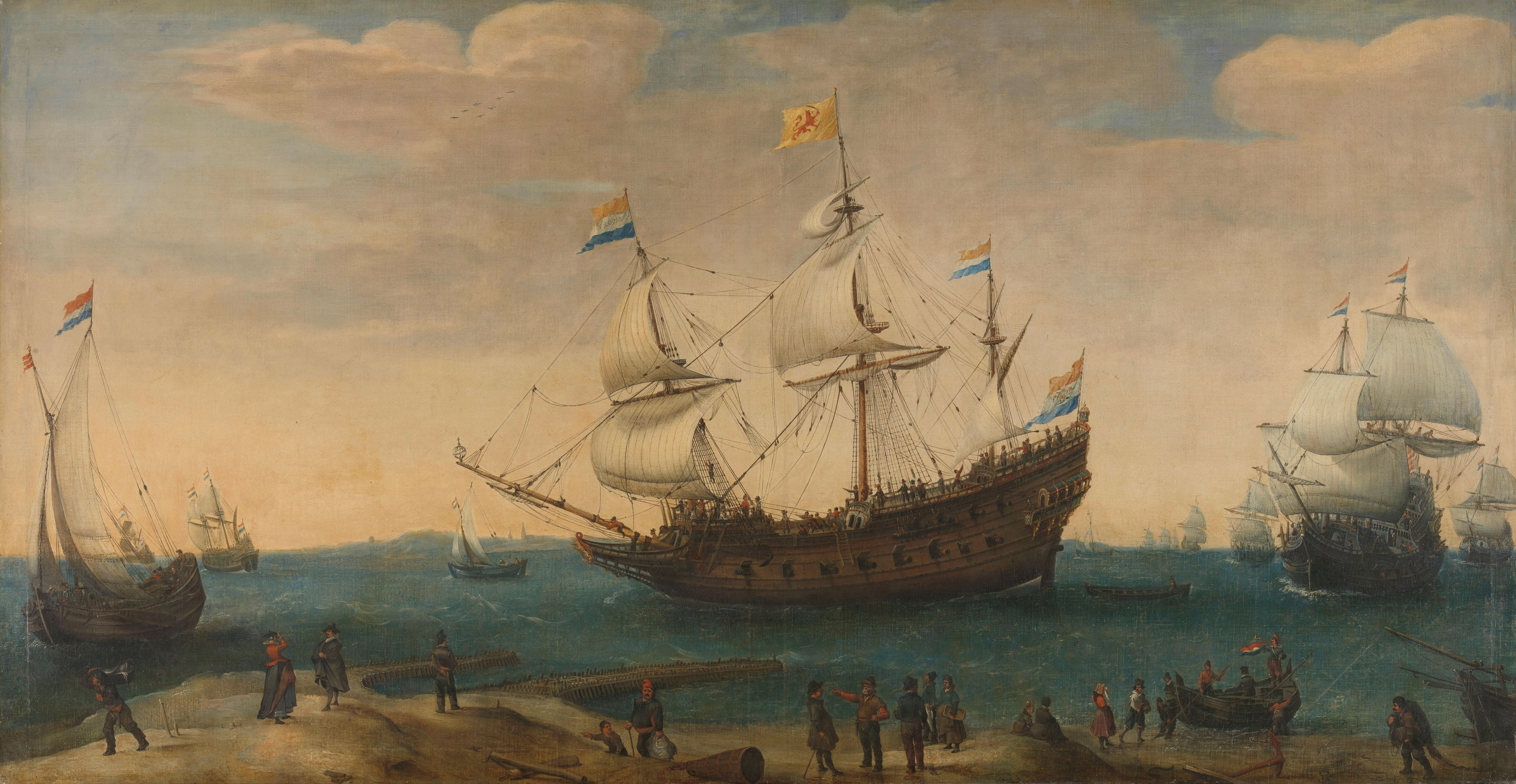
Het schip Mauritius. Hendrick Cornelisz. Vroom (1600)

Hendrick Hudde, Arentsz  (?-1596) was een lid van de Amsterdamse vroedschap (1587-1596) en schepen. In 1590 en 1591 kocht Hudde grond op de Lastage, onder meer een voormalige lijnbaan. De "erven" zijn in de loop der jaren omgezet in bouwkavels.
In 1594 richtten de kooplieden Hendrick Hudde, Reynier Pauw, Pieter Hasselaer, Arent ten Grootenhuis, zijn neef, Hendrick Buyck, Syvert P. Sem, Jan Poppen, Jan Karel en Dirck van Os de Compagnie van Verre op om langs Kaap de Goede Hoop naar Azië mogelijk waren. Hun gezamenlijke inleg was 290.000 gulden. De stadhouder en de Staten-Generaal voorzagen de schepen van kanonnen.
Op 2 april 1595 vertrokken de schepen Amsterdam, Hollandia, en Mauritius en het jacht Duyfken van de rede van Texel naar de Molukken. De tocht is bekend geworden als de Eerste Schipvaart. Bij terugkomst in Amsterdam waren er van de 248 bemanningsleden nog maar 89 in leven, inclusief twee die op Bali waren achtergebleven. Eenmaal aan land stierven er nog acht man. De opbrengsten waren geen succes. De compagnie kon er amper de kosten mee dekken, maar het doel van reis: te bewijzen dat het mogelijk was via Kaap de Goede Hoop naar Azië te varen, zonder door de Portugezen lastig te zijn gevallen, slaagde. 
Hudde was getrouwd met Geertrui van Markel. Zijn weduwe verkocht af en toe grond aan de zuidzijde van Rechtboomsloot, hoek Geldersekade naast de brouwerij 't Duifken. Hudde was de grootvader van burgemeester Johannes Hudde.